# Timmerbanan Stora Bör–Östra Silen
Timmerbanan Stora Bör–Östra Silen var en omkring fem kilometer lång hästbana för timmertransport mellan södra ändan av Stora Bör vid Grinsbyn och Sillebotten vid Östra Silen i Värmland.
Banan byggdes 1887 av Nordmarks härad som en hästbana med en spårvidd på 762 millimeter. Den togs omkring 1890 över av Gustavsfors Fabrikers Bolag. År 1926 ändrades spårvidden till 790 millimeter, samtidigt som kraftigare räls installerades och hästarna som dragkraft ersattes av en hemmagjord lokomotor med en T-Ford-motor. Senare byggdes ytterligare en lokomotor, som försågs med en Buick-motor.
Vid denna tidpunkt användes Dalslands kanal för flottning av timmer nedåt Vänern, och slussningen ställde krav på genomtänkt buntning av timmerstockarna.
Timret transporterades i så kallade mosor som byggdes på den strandplats dit man med häst och timmersläde hade fraktat timret under avverkningen vintertid. Mosan var en rätblocksformad prydlig timmerbråte med ram som en uppochnedvänd säng med åtta ben, mellan vilka timret lades och surrades med järntråd till en stabil flotte. En mosa var 18-20 meter lång, 3,90 meter bred och låg 1,5 meter under vattenlinjen.
Timret från skogarna runt Stora Bör flottades först på sjön Stora Bör efter båtar med segel och åror, och senare införskaffades ångbogserbåten Gustafsfors VI. I den södra ändan av sjön lastades timmerstockarna, fortfarande i vattnet, på hästbanans tvåaxlade vagnar, som kördes ned på ett spår i vattnet. Det lossades efter järnvägstransporten på en berghäll vid stranden av Östra Silen. Där byggde nya mosor, varefter de bogserades vidare efter bogserbåt.
Mellan Stora Bor och Östra Silen rullades till en början tågekipagen den större delen av sträckan i nedförsbacke till Sillebotten, medan de drogs tillbaka tomma hela vägen till Stora Bör av hästar. Stora Bör ligger 157 meter över havet och Östra Silen 103 meter över havet. Senare användes lokomotiv som dragkraft i bägge riktningarna. Banan var i drift till 1950.
Åmål-Årjängs Järnväg gick på en järnvägsbalkbro över timmerbanan och den parallella vägen mellan riksväg 9 och Sillebotten. Denna bro revs 1955.

## Kvarvarande fordon
Järnvägssällskapet Åmål–Årjängs Järnväg tog hand om de två lokomotorvraken 1977. De överlämnades 2017 till Silleruds hembygdsförening i Sillerud.